# Abancourt (Sena Marítimo)
Abancourt era una comuna francesa que estaba situada en el departamento de Sena Marítimo, de la región de Normandía, que en 1823 pasó a formar parte de la comuna de Saumont-la-Poterie, por fusión simple.

## Demografía
| Gráfica de evolución demográfica de Abancourt entre 1793 y 1821 |
|                                                                 |
| Datos según el nomenclátor publicado por la EHESS/Cassini.      |